# Сергеев, Сергей Александрович (гребец)
Серге́й Алекса́ндрович Серге́ев (23 октября 1976, Атырау) — казахстанский гребец-каноист, выступал за сборную Казахстана на всём протяжении 1990-х годов. Участник летних Олимпийских игр в Атланте, четырёхкратный чемпион Азиатских игр, многократный финалист чемпионатов мира, победитель многих турниров республиканского и международного значения. Также известен как тренер по гребле на байдарках и каноэ.
Жена — Наталья Сергеева, участница 4 Олимпийских игр в гребле на байдарках.

## Биография
Сергей Сергеев родился 23 октября 1976 года в городе Атырау Казахской ССР. Активно заниматься греблей начал в возрасте четырёх лет, проходил подготовку под руководством тренера Владимира Яковлевича Гануса.
Первого серьёзного успеха на взрослом международном уровне добился в 1994 году, когда попал в основной состав казахстанской национальной сборной и побывал на Азиатских играх в японской Хиросиме, откуда привёз две награды золотого достоинства, выигранные вместе с напарником Константином Негодяевым в зачёте двухместных каноэ на дистанциях 500 и 1000 метров.
Благодаря череде удачных выступлений уже в возрасте девятнадцати лет удостоился права защищать честь страны на летних Олимпийских играх 1996 года в Атланте — в паре с партнёром Кайсаром Нурмаганбетовым стартовал в двойках на пятистах и тысяче метрах, в обоих случаях сумел дойти только до стадии полуфиналов, где финишировал восьмым и четвёртым соответственно.
После Олимпиады в США Сергеев остался в основном составе гребной команды Казахстана и продолжил принимать участие в крупнейших международных регатах. Так, в 1998 году он выступил на Азиатских играх в Бангкоке, где вновь одержал победу в двойках на пятистах и тысяче метрах, при этом его напарником снова был Константин Негодяев. В 2001 году принял решение завершить карьеру профессионального спортсмена, уступив место в сборной молодым казахстанским гребцам, и перешёл на тренерскую работу.
Как тренер подготовил многих талантливых гребцов, в частности тренировал свою жену Наталью, многократную призёршу Азиатских игр, участницу двух Олимпиад. В настоящее время занимает должность старшего тренера республиканской школы высшего спортивного мастерства, прикладных и водных видов спорта. За выдающиеся достижения удостоен почётного звания «Заслуженный тренер Республики Казахстан».